# La Chaparrala (Andes)
La Chaparrala es un centro poblado del municipio de Andes, departamento de Antioquia, Colombia. Este centro poblado se encuentra a 11,2 kilómetros del centro de la cabecera municipal de Andes. Limita por el norte con el centro poblado Tapartó, por el oriente con la cabecera municipal de Andes, por el sur con el centro poblado Santa Rita y por el occidente con el municipio de Bagadó, del departamento del Chocó. .

## Generalidades
El centro poblado cuenta con: una central de beneficio de café, un centro de salud, algunas capillas de diferentes religiones y un colegio de primaria y secundaria.
La principal economía del centro poblado es el café y otras débiles como el plátano, maíz y frijol.

## División
Además, del centro poblado La Chaparrala - La Unión. Tiene bajo su área de influencia 12 veredas:
| Veredas de Quebrada Arriba |               |
| El Cardal                  | El Líbano     |
| La Piedra                  | El Rojo       |
| San Perucho                | El Chispero   |
| Chaparralito               | La Aguada     |
| Cascajero                  | San Peruchito |
| Libanito                   | Libanon       |